# Блокула
Блокула (швед. Blåkulla) — одинокая скала посреди моря в Швеции, легендарное место шабаша ведьм.

## Мифология
По шведскому поверию, колдуны и ведьмы отправлялись на шабаш не верхом на мётлах и палках и не с помощью волшебных мазей, а просто выходили на один перекрёсток, — на росстань, как выражаются в наших русских сказаниях. Около этого перекрёстка находилась глубокая и мрачная пещера. Ведьмы становились перед этой пещерой и трижды восклицали: «Антессер, приди и унеси нас на Блокулу». Блокула — гора, соответствующая немецкому Броккену или Лысой горе в восточнославянском фольклоре.
Антессер же — имя демона, который заведовал шабашными игрищами. Этот демон являлся на призыв своих поклонников одетым в серый кафтан, красные штаны с бантами, синие чулки и остроконечную шляпу. У него была большая рыжая борода. Он подхватывал всех своих гостей и мгновенно переносил их по воздуху на Блокулу, в чём ему помогала толпа чертей, которая являлась вслед за ним. Все эти черти принимали вид козлов; гости и мчались на шабаш, сидя на них верхом. Многие ведьмы водили с собою на шабаш детей. Эта мелкая публика доставлялась на шабаш особым способом, а именно: козлам ведьмы втыкали копья. Дети и садились верхом на эти копья. По прибытии на Блокулу дело шло обычным порядком, то есть шабаш справлялся, как и всюду в других местах.

## Прообраз
Остров Бло-Юнгфрун между материковой частью Швеции и островом Эланд, первоначально называвшийся Blekulla.
Это место было открыто Линнеем в 1745 году, и он назвал его Тройеборг (швед. Trojeborg) или «лабиринт».
Это древний памятник, представляющий собой запутанный лабиринт дорожек, сделанных из маленьких камней, которые лежат на скале.
Местные рыбаки использовали остров для коротких остановок и на нём нет никаких следов постоянного проживания.
Место считалось нечистым и селиться тут не было желания ни у кого. 

Карл Линней был первым человеком, который описал остров в 1745 году.
Бло-Юнгфрун был тогда девственным островом.
Карьерные работы, которые начались в 1904 году, изуродовали остров.
Красный гранит экспортировался во всю Европу как камень для художественного оформления.
Самая большая пещера острова была полностью уничтожена.
Под влиянием общественности остров стал национальным парком в 1926 году.

## Блокула в современной культуре
- «Live at Blokula» — альбом 1995 года японской блэк-метал группы Sabbat
- «The Blocksberg Rite» — песня немецкой Хоррор-металл группы The Vision Bleak.

## Гора для шабаша в разных странах
- Восточнославянские страны — Лысая гора
- Германия — Brocken, Blocksberg
- Швеция — Blåkulla, Häklefjäll
- Норвегия — Bloksberg, Domen
- Дания — Blåkulla, Häklefjäll, Bloksberg
- Исландия — Vala kyrkja
- Финляндия — Kyöpelinvuori